# Targaformat
Targaformat (Targa Image File, Truevision TGA – TGA) är ett filformat för rastergrafik. Nuvarande version av bildformatet skapades 1989 av företaget Truevision, idag Pinnacle Systems. Formatet användes ursprungligen till Truvisions TARGA- och VISTA-grafikkort, som var de första grafikkorten till IBM-kompatibla PC-datorer att stödja färgvisning. Grafikkorten var avsedda för att redigera video, och av den anledningen matchar TGA-bilders upplösning ofta de som används av NTSC- och PAL-formaten.
Det är även vanligt att skärmbilder i datorspel lagras som TGA-filer.